# Gerhard Rudolph (Fußballspieler)
Gerhard Rudolph (* 12. Februar 1924), ein ehemaliger deutscher Fußballspieler, der von 1952 bis 1954 in der DDR-Oberliga, der höchsten Liga im DDR-Fußball, spielte.

## Sportliche Laufbahn
In der Saison 1952/53 tauchte der 28-jährige Gerhard Rudolph zum ersten Mal im Oberligakader der Betriebssportgemeinschaft (BSG) Motor Dessau auf. Er kam als Ersatz für den ausgeschiedenen Martin Neuholz in die Mannschaft und übernahm dessen Position auf der rechten Angriffsseite. Er wurde in 27 der 32 ausgetragenen Oberligaspiele eingesetzt und erzielte in der Begegnung Aktivist Brieske-Ost – Motor Dessau am vorletzten Spieltag bei der 1:5-Niederlage den Ehrentreffer für seine Mannschaft. Zu Beginn der Spielzeit 1953/54 probierte der neue Trainer Walter Fritzsch Gerhard Rudolph als Mittelfeldspieler aus, ließ ihn nach fünf Spielen aber wieder als Stürmer spielen. Nach dem 7. Spieltag fiel Rudolph aus der Stammelf heraus und kam bis zum Saisonende nur noch in sechs Oberligaspielen zum Einsatz, zuletzt als Abwehrspieler. Die BSG Motor musste nach dieser Saison in die DDR-Liga absteigen. Dort spielte sie bis 1957, ehe sie erneut absteigen musste und nun in der II. DDR-Liga nur noch drittklassig war. Gerhard Rudolph spielte keine große Rolle mehr, er kam 1954/55 dreimal und 1957 (Kalenderjahrsaison) noch viermal zum Einsatz. Danach endete seine Laufbahn im Spitzenfußball nach 40 Oberliga- und sieben DDR-Liga-Spielen.